# Cuicas
Cuicas es un pueblo localizado en el oeste de Venezuela, en el municipio carache del estado Trujillo con una población de 5.825 habitantes, tiene una hermosa iglesia impresionantemente alta de arquitectura moderna, es el icono representativo del pueblo, una de las más bellas de Venezuela. 
La economía se basa en las actividades agropecuarias como la agricultura, en especial la siembra de maíz, caraotas y café. Por otro lado, destaca la cría de aves, ganado vacuno, bovino y porcino en bajas proporciones, antiguamente el café jugó un papel preponderante en su desarrollo económico, en la actualidad ha disminuido notoriamente su producción, siendo sustituido por la ganadería, cuya actividad ha venido cobrando fuerza junto con la aparición de fábricas artesanales de quesos y cuajadas, así como una planta procesadora de alimentos concentrados para animales.
En las cercanías del pueblo se localizan importantes yacimientos de roca caliza, destacan las que se encuentran en los caseríos de San Juan, Casas de Zinc y Cerro Gordo, en la actualidad se extrae cal de forma artesanal para uso agrícola.
Cuicas es el segundo pueblo con mayor habitantes después de Carache,  representa el 20% del total de la población del municipio, es una de las cinco parroquias que lo conforman. La parroquia Cuicas está constituida por diferentes caseríos que conforman su área rural, estos campos se comunican por una amplia red de carreteras y caminos agrícolas en su mayoría de tierra.
En cuanto a los cuiquenses más destacados está el reconocido historiador Guillermo Morón y el profesor Pascual Villegas. Otros cuiqueños importantes ya desaparecidos son Medardo Bravo, Pedro Bravo, El profesor Humberto Coronado y muchos otros.

## Toponimia
Unas de la hipótesis sobre el origen del nombre hacen referencia a que es un nombre de un árbol  sin embargo la que más aceptación presenta es la que se refiere a que es una palabra de la etnia de los Cuicas y que significa hombre en el sentido de hacer relación a los Cuicas o Kuykas

## Historia

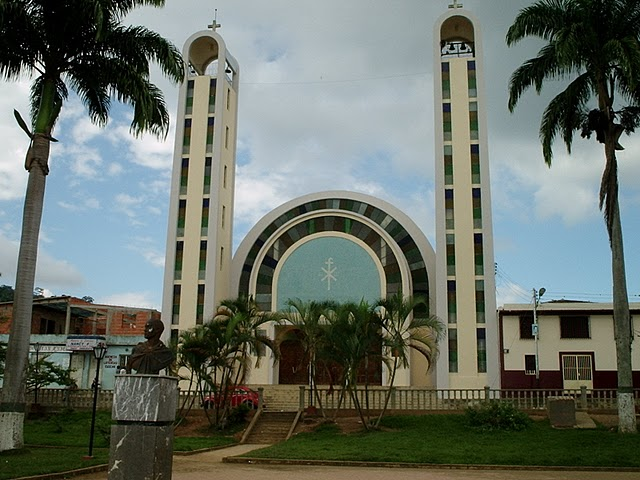
Iglesia San Rafael de Cuicas

La población de Cuicas es fundada 24 de octubre de 1844 por el sacerdote José Felipe Contreras en el sitio de Potrero de la Virgen, también llamado El Pedregal, en terrenos donados por Don Clemente Coronado  Previo a la fundación del poblado en 1844 el área era habitada por los indígenas Cuicas o Kuikas de la rama Timoto-cuicas emparentada con los Chibchas.
El historiador venezolano Guillermo Morón, nativo de Cuicas, señala que los últimos indígenas Cuicas murieron en la casa del historiador Américo Briceño Valero en el año de 1936
La primera fundación de Cuicas se estableció en el lugar que hoy se conoce como Valle hondo a unos 13 km de su actual ubicación, la precariedad del terreno dio pie a que sus pobladores cambiaran de asentamiento, se requería de un lugar más adecuado que le permitiera una mejor calidad de vida a sus habitantes, es por esas razones que Clemente Coronado ofrece sus tierras para que se funde allí el nuevo pueblo bajo el nombre de la gran nación aborigen que habitó esas tierras.
En 1963 se construyó la Iglesia de San Rafael Arcángel el emblema del pueblo de Cuicas. Se caracteriza por la presencia de dos campanarios gemelos de gran altura y una fachada en forma de arco. Al entrar el visitante queda deslumbrado por unos magníficos vitrales representativos de pasajes del Evangelio.

## Caseríos o comunidades de la parroquia Cuicas
- Cerro Largo
- Cerro Libre
- La Placita
- Arenales
- El Filo
- San Juan
- El Castillo
- Palmas Reales
- El Helechal
- Casa de Zinc
- Cerro Gordo
- El Paramito Frío .Los Bancos .San Felipe .San Pablo . El Cuzco . La Peña
- Ventilación
- El Cumbe
- Japaz
- Cuicas
- Barrio Nuevo
- La Pirela
- Los Cuarticos
- La Guajira
- El Tesoro
- El Pedregal
- Barrio La Providencia
- El Calvario
- Campo Lindo
- El Vigía. El Pulgatorio. Las Minas . Cerro Pajoso . Pozo Verde . Los Cieguitos
- Las Frutas Coloradas
- El Potrerito